# Acuši Natori
Acuši Natori (* 12. listopad 1961) je bývalý japonský fotbalista.

## Klubová kariéra
Hrával za Urawa Reds.

## Reprezentační kariéra
Acuši Natori odehrál za japonský národní tým v letech 1988–1989 celkem 6 reprezentačních utkání.

## Statistiky
| Japonsko | Japonsko | Japonsko |
| Roky     | Záp.     | Góly     |
| -------- | -------- | -------- |
| 1988     | 1        | 0        |
| 1989     | 5        | 0        |
| Celkem   | 6        | 0        |